# Гову, Сидней
Сидне́й Родри́г Нукпо́ Гову́ (фр. Sidney Rodrigue Noukpo Govou, французское произношение [sidnɛ ɡɔvu]; 27 июля 1979, Ле-Пюи-ан-Веле, Луара Верхняя, Франция) — французский футболист, нападающий. В прошлом игрок сборной Франции.

## Карьера

### Лион
Отучившись в школе, Сидней в сравнительно позднем возрасте для футболиста присоединился к молодёжной академии «Лиона» в возрасте 17 лет, в 1996 году, и был лоялен к своему первому клубу, вплоть до 2010 года. Гову играл на «Стад Жерлан» на протяжении большей части своей профессиональной карьеры. Гову стал игроком основного состава во время сезона 2000/01 и помог «Лиону» закончить сезон на втором месте, отстав всего на четыре очка от чемпионов — «Нанта». За качество выступлений за клуб, Гову выиграл в 2001 году премию «молодой игрок года Лиги 1».
5 июля 2011 года подписал контракт с дебютантом высшего дивизиона чемпионата Франции «Эвианом» сроком на 2 года. Один из лучших футболистов в истории Лиона.

### Панатинаикос
2 июля 2010 года Гову подписал трехлетний контракт с греческим «Панатинаикосом», причем футболист, как сообщается, зарабатывал 1,5 миллиона евро в год. 14 сентября 2010 года он забил гол в ворота «Барселоны» на «Камп Ноу», и вывел «Панатинаикос» вперёд, хотя в итоге они проиграли со счетом 5:1. 2 июля 2011 года «Панатинаикос» объявил, что Гову ушёл из клуба по обоюдному согласию сторон. Во время своего пребывания в клубе он был дважды наказан за неподобающее поведение, связанное с «поздними ночными развлечениями». Гову принял участие в 24 матчах и забил три гола во всех турнирах за «Панатинаикос».

## Достижения
«Лион»
- Чемпион Франции (7): 2001/02, 2002/03, 2003/04, 2004/05, 2005/06, 2006/07, 2007/08
- Обладатель Кубка Франции: 2007/08
- Обладатель Кубка лиги: 2000/01
- Обладатель Суперкубка Франции по футболу (4): 2002, 2004, 2005, 2007

Сборная Франции
- Серебряный призёр чемпионата мира 2006
- Обладатель Кубка конфедераций 2003